# Municipio de Central (condado de Perry)
El municipio de Central (en inglés: Central Township) es un municipio ubicado en el condado de Perry en el estado estadounidense de Misuri. En el año 2010 tenía una población de 10875 habitantes y una densidad poblacional de 76 personas por km².

## Geografía
El municipio de Central se encuentra ubicado en las coordenadas 37°43′47″N 89°51′49″O / 37.72972, -89.86361. Según la Oficina del Censo de los Estados Unidos, el municipio tiene una superficie total de 143.1 km², de la cual 142.57 km² corresponden a tierra firme y (0.37%) 0.53 km² es agua.

## Demografía
Según el censo de 2010, había 10875 personas residiendo en el municipio de Central. La densidad de población era de 76 hab./km². De los 10875 habitantes, el municipio de Central estaba compuesto por el 96.06% blancos, el 0.61% eran afroamericanos, el 0.37% eran amerindios, el 0.74% eran asiáticos, el 0.06% eran isleños del Pacífico, el 1.06% eran de otras razas y el 1.1% pertenecían a dos o más razas. Del total de la población el 2.43% eran hispanos o latinos de cualquier raza.